# Cyanopterus minor
Cyanopterus minor är en stekelart som beskrevs av Szepligeti 1915. Cyanopterus minor ingår i släktet Cyanopterus och familjen bracksteklar. Inga underarter finns listade i Catalogue of Life.